# Inşirah Hanım
Inşirah Hanım (osmanská turečtina: انشراح خانم; rozená Seniye Voçibe; 10. července 1887, Maşukiye – 10. června 1930, Káhira) byla druhá manželka osmanského sultána Mehmeda VI.

## Život
Narodila se 10. července 1887 v Maşukiye v sandžaku Kocaeli jako Seniye Voçibe. Byla členkou jedné z ubychovských aristokratických rodin. Její otec byl Aziz Bey Voçibe. Měla staršího bratra jménem Zeki Bey (1885–1932). Byla neteří Dürrüaden Kadınefendi, manželky sultána Mehmeda V.
Do paláce ji přivedla její teta Dürrüaden. V 16 letech se stala dvorní dámou Şayeste Hanım, manželky sultána Abdülmecida I. Je popisována jako vysoká, štíhlá žena s dlouhými kaštanovými vlasy a modrýma očima. Mezi její záliby patřilo malování.
Mehmed při svých čtyřicátinách navštívil svou adoptivní matku Şayeste Hanım v jejím paláci. Zde uviděl sedmnáctiletou Inşirah a zamiloval se do ní. Požádal Şayeste aby si ji mohl vzít za manželku, avšak tuto nabídku Inşirah odmítla. Na naléhání jejího bratra za nějaký čas se sňatkem souhlasila. Oddáni byli 8. července 1905 v paláci Çengelköy. Spolu neměli žádné potomky. Její bratr se po sňatku stal osobním společníkem Mehmeda.
Inşirah byla známá pro svou žárlivost. Jednoho dne našla Mehmeda v ložnici se služebnou Periru. Okamžitě ho opustila a odešla ke své rodině. Dne 17. listopadu 1909 došlo k rozvodu.
Po rozvodu odešla do paláce Validebağı, který patřil její tetě. Když roku 1924 odešla dynastie do exilu, rozhodla se odejít do Káhiry. Její bratr zůstal i po rozvodu po boku Mehmeda a odešel s ním do exilu. V Káhiře se necítila dobře a odešla do Sanrema, kde v tu dobu pobýval Mehmed. Její bratr jí nedovolil se setkat s jejím bývalým manželem. Následující den ji poslal zpět do Káhiry. Mehmed nikdy nezjistil že jeho bývalá manželka byla za ním v Sanremu. Po návratu do Káhiry se Inşirah stala ještě nešťastnější a pokusila se o sebevraždu, zachránila ji však její dvorní dáma Zernigül Hanım. Sebevražedné myšlenky neskončily a 10. června 1930 skočila do Nilu a utopila se. Její rodina tělo převezla do Istanbulu a pohřbila je na hřbitově Eyüp.